# واسیلیوتسی
وسیلجوکی (بوسنیایی: Vasiljevci) یک منطقهٔ مسکونی در بوسنی و هرزگوین است که در لوکاواتس واقع شده‌است.